# Norihiko Hibino
Norihiko Hibino (日比野則彦, Hibino Norihiko) est un saxophoniste et compositeur japonais de musique de jeu vidéo, né le 3 septembre 1973 à Ōsaka (ou dans la Préfecture de Hyōgo).

## Ludographie
- Metal Gear Ghost Babel (2000) - musique (cinématique)
- Zone of the Enders (2001) - musique (cinématiques, séquences de jeu)
- Metal Gear Solid 2: Sons of Liberty (2001) - musique (cinématiques, séquences de jeu), arrangement
- Beatmania 6th Mix + Core Remix (2002)
- Yu-Gi-Oh! Duel Monsters 7 (2002) - musique (séquences de jeu)
- The Document of Metal Gear Solid 2 (2002) - musique (cinématique d'ouverture)
- Metal Gear Solid 2: Substance (2002) - musiques additionnelles
- Zone of the Enders: The 2nd Runner (2003) - musique (cinématiques, séquences de jeu)
- Yu-Gi-Oh! Duel Monsters 8 (2003) - musique (séquences de jeu)
- Boktai: The Sun is in Your Hand (2003) - musique (séquences de jeu)
- Metal Gear Solid: The Twin Snakes (2004) - musique (cinématiques)
- Yu-Gi-Oh! The Dawn of Destiny (2004) - musique (séquences de jeu, cinématique d'ouverture)
- Boktai 2: Solar Boy Django (2004) - musique (séquences de jeu)
- Metal Gear Solid 3: Snake Eater (2004) - musique (cinématiques, séquences de jeu, chanson Snake Eater), arrangement
- Rumble Roses XX (2006) - musique (séquences de jeu)
- Yakuza 2 (2006) - musiques additionnelles
- Metal Gear Solid 4: Guns of the Patriots (2008) - musique (cinématiques)
- Bayonetta (2009) - musique (séquences de jeu)

## Discographie (solo)
- AKASHI (2005)
- I Surrender All (2003)
- Jazz Electrica Vol.1 inner child (2003) - collaboration
- Sharp Sounds (2001)
- Now I'm Here to Hear... (2000)
- Voices from Heaven (1998)